# Automobiles Lombard
Pour les articles homonymes, voir Lombard.

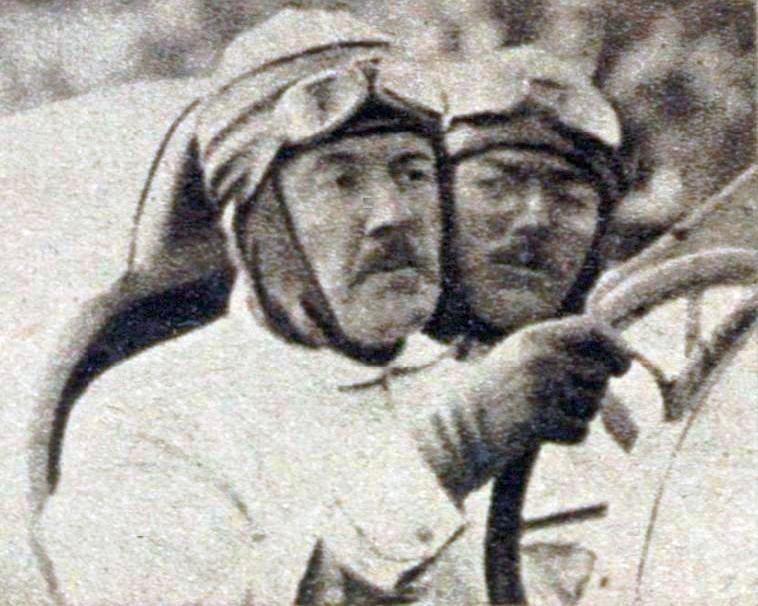
André Lombard en 1923 (Le Mans).

Lombard était un constructeur automobile français des années 1920.

## Histoire
André Lombard débute dans l'automobile chez Salmson, constructeur avec lequel il lui arrive déjà de courir, remportant ainsi le Grand Prix automobile de l'U.M.F. en 1921 sur une version AL, ainsi que la même année la côte du Griffoulet près de Toulouse au mois de novembre. Il part en 1923 alors qu'il est devenu directeur commercial de la firme, à la suite d'une brouille avec le directeur technique Émile Petit qui l'accuse d'acheter des matériaux de piètre qualité. Une clause de « non concurrence durant cinq ans » est passée avec l'entreprise.
Edmond Vareille est un ingénieur automobile plutôt orienté quant à lui dans la conception des châssis, les Lombard étant des voitures légères.
Bien que le siège social soit à Puteaux, divers sites se succèdent dans la capitale pour la production.
Présentée au 20e Salon de l'Automobile de Paris dès octobre 1926, l'AL3 est propulsée par un moteur de 1,1 l. 4 cylindres 49CV à 2 arbre à cames en tête, un compresseur pouvant être ajouté à la demande (la puissance atteignant alors 70CV).
En 1929, 94 modèles ont été au total produits jusqu'à l'arrêt de l'entreprise, presque tous des AL3. Au départ, les voitures étaient assemblées par Ets Brault à Gennevilliers. À partir de 1928, elles sont construites par les fils d'Émile Salmson, à Billancourt (entreprise Les Fils de É. Salmson), quelques-unes ayant aussi pu être montées par B.N.C. à Argenteuil, les divers endroits cités étant géographiquement près proches au nord-ouest de Paris.
B.N.C. acquiert une partie du stock de composants restants en 1929.

## Modèles produits
- AL1 (1927, prototype de course présenté à l'Autodrome de Linas-Montlhéry moins de 5 ans après le départ de Lombard);
- AL2 (1927, deux exemplaires à l'aérodynamique soignée, de type "tank");
- AL3 Mk I (1927, premier modèle réellement produit, à partir de 1928);
- AL3 Mk II (1928);
- AL4 (1928, un prototype);
- AL5 (1929, un prototype).

## Palmarès sportif
- Bol d'or automobile 1929 avec Marcel Dhôme;
  - 3e des 24 Heures de Paris 1927 (Christian / Royer)
  - 4e du Grand Prix de l'A.C.F. 1928 (Lucien Desvaux, 8e Guy Bouriat), sur version AL3; participation la même année au Grand Prix d'Allemagne avec André Morel;
  - participation aux 24 Heures du Mans en 1928 (13e Desvaux et Pierre Goutte) et 1931 (avec Charles Cherrier et Camille Royer).

(Nota Bene : Pierre Félix utilisa encore une Lombard lors du Grand Prix automobile d'Allemagne 1932, en groupe 800 à 1 500 cm3)